# L'evaso giustiziere
L'evaso giustiziere (Three on the Trail) è un film del 1936 diretto da Howard Bretherton.
È un western statunitense con William Boyd, James Ellison, Onslow Stevens, Muriel Evans e George 'Gabby' Hayes. Fa parte della serie di film western incentrati sul personaggio di Hopalong Cassidy (interpretato da Boyd) creato nel 1904 dallo scrittore Clarence E. Mulford. È basato sul romanzo del 1921 Bar-20 Three di Mulford.

## Produzione
Il film, diretto da Howard Bretherton su una sceneggiatura di Doris Schroeder e Vernon Smith e un soggetto di Clarence E. Mulford, fu prodotto da Harry Sherman. tramite la Harry Sherman Productions e girato nelle Alabama Hills a Lone Pine, a Kernville e nei Prudential Studios, in California. Il titolo di lavorazione fu Bar 20 Three.

## Distribuzione
Il film fu distribuito con il titolo Three on the Trail negli Stati Uniti dal 14 aprile 1936 al cinema dalla Paramount Pictures.
Altre distribuzioni:
- in Francia il 16 ottobre 1936 (Le cavalier mystère)
- in Svezia il 16 novembre 1936 (Diligensöverfallet) (Överfallet vid Gunsight)
- in Belgio (Colorado)
- in Brasile (Três Sobre a Pista)
- in Danimarca (Præriens Musketerer)
- in Italia (L'evaso giustiziere)

## Promozione
Tra le tagline:
- Hopalong Cassidy and his pals of the Bar-20 turn the tables on the Old West's most daring band of outlaws!
- ROMANCE... with Johnny Nelson who runs headlong into a great love!
- LAUGHS... with Windy, the salty-tongued old sourdough!
- THRILLS... with Hopalong Cassidy, himself, in his latest thrilling adventure!
- Romance and action ride rampant in this latest Hopalong Cassidy thrilling adventure!
- The West's dauntless racket-busters fight for justice and romance!